# Чубаров, Артём Андреевич
Артём Андре́евич Чуба́ров (13 декабря 1979, Горький, РСФСР, СССР) — российский хоккеист и хоккейный тренер.

## Биография
Выступал за команды «Торпедо» (Нижний Новгород) (1996—1997, 2008—2009), «Динамо» (Москва) (1997—1999, 2004—2005, 2010), «Ванкувер Кэнакс» (НХЛ) (1999—2004, выбран в 1998 в 2-м раунде под общим 31-м номером), Syracuse Crunch (АХЛ) (1999), Kansas City Blades (IHL) (2000—2001), Manitoba Moose (АХЛ) (2001), «Авангард» (Омск) (2005—2008).
Чемпион России 2005 года, вице-чемпион 2006 года, третий призёр 2007 года.
Играл в сборной России. Участник юниорского ЧМ-1997, молодёжных ЧМ-1997 (серебро), 1998 (золото) в составе сборной России. Принимал участие в Кубке мира-2004, этапах Евротура, пропустил ЧМ-2007 из-за травмы.
В 2010 году отыграл последний сезон профессионального хоккеиста за московское «Динамо». Затем вернулся в Нижний Новгород и открыл свой ресторанный бизнес.
В июне 2014 года получил приглашение главного тренера «Торпедо» Нижний Новгород Петериса Скудры войти в тренерский штаб команды. В сезоне 2022/23 работал в тренерском штабе магнитогорского «Металлурга».